# 東川亜希子
東川 亜希子（ひがしかわ あきこ、1977年 - ）は東京都出身のシンガーソングライターである。

## 来歴・人物
2006年ミディよりメジャーデビュー。toneeyというミュージシャンと共に数年間活動していたが解散した。メロディーメーカーとしての実力はミュージシャンの間では良く知られている。自身のシンガーソングライターとしての活動の傍らCM作曲家としての活躍しており、「ハッピー☆キラ」は女優香里奈の登場する2010年春のニッセンのCMで話題になりitunes store限定でシングル配信された。
2011年７月20日、ドラマー神谷洵平とのユニット「赤い靴」ファーストアルバム「コマドイルの旅」をリリース。また、2012年4月4日にはセカンドアルバム「サラバトーゲの街」をリリース。ソロ時代の東川亜希子に比べて洋楽マニアとしての本来の個性も色濃く現れていると言える。
2012年、大橋トリオRLツアーにコーラス、アコーディオン、ウーリッツアー、パーカッションにて参加。なおメイン楽器はピアノ。バイオリン歴も長い。
赤い靴でのライブは主にPatchworksレーベル主催による「浪漫の会」（渋谷geegeにて定期的に開催）にて活動している。
2018年、秋のライブツアー「Autumn road tour」を開催。10/13大阪、10/14広島、10/19仙台、10/21名古屋、10/28東京、11/24福岡、11/25熊本を予定している。

## ディスコグラフィー

### シングル
1. 僕は泣き虫（2007年2月21日）
  1. 僕は泣き虫
  2. 占いマン
  3. ベートーベン
2. なんでなんだろ（2007年5月23日）
  1. なんでなんだろ
  2. マメ
  3. 君の好きな歌
3. ハッピー☆キラ(2010年7月7日)

itunes store限定

### アルバム
1. MUSIC FAIR（2001年）自主制作
  1. Music Fair
  2. オダワラ
  3. Ragtime Quest
  4. かくれんぼ
2. ナミナミ（2004年5月）ミニアルバム
  1. タイムマシーン　
  2. Melody　
  3. 東京暮らし　
  4. わたぼうし　
  5. マメ　
  6. やさしい気持ち　
  7. ビー玉
3. スローライフ（2006年11月22日）
  1. フレンチトースト
  2. Best friend
  3. クリスマスの日
  4. 僕は泣き虫
  5. Sunday morning
  6. なんでなんだろ
  7. Over the hill
  8. スターゲイザー
  9. スローライフ
  10. 私のカントリー
4. 耳にフワァー(2009年10月28日)
  1. アルパカの夏
  2. 各駅停車にゆられて
  3. 花束
  4. 初恋なのに
  5. February,you wave
  6. さよなら加瀬亮
  7. クリームシチュー
  8. ごめんなさい
  9. いつも笑って
  10. 新しい家
  11. A Storyteller

## CM音楽作曲家としての活動
- 九州電力（2008年）
- SECOM（2008年）
- ネクソン（2008年）
- ニッセン（2010年春）「ハッピー☆キラ」itunes storeにて限定配信
- 東芝（2010年）
- 東進ハイスクール（2010年）
- みずほ銀行「おうちのおかね」（2011年）

## その他の活動
- J-MILK（ナレーション）
- 東急カード（歌）
- 大東建託（歌）

## エピソード
- デビュー当時、スピッツファンクラブ会報内で最近のお気に入りCDとして草野マサムネに紹介されている。
- アルバム「耳にファー」に収録されている「さよなら加瀬亮」は、加瀬亮本人にも許諾を得て発売された。
- ピアノ以外にもバイオリンも得意とし、ライブで披露する事もある。
- アルバムのジャケットは全て妹が担当している。